# La hija de Fúmanchú 72
La hija de Fúmanchú 72 es el título de un cortometraje español dirigido por La Cuadrilla (bajo el alias de Escuadlilla Amalilla) y estrenado en 1990. Fue rodado íntegramente en Madrid.

## Sinopsis
La paz del mundo vuelve a estar amenazada.

## Formatos editados
- DVD: La cuadrilla antes de la cuadrilla (Suevia 2005)

- Datos: Q5966909